# Adra (Tây Ban Nha)
Adra là một độ thị ở tỉnh Almería, cộng đồng tự trị Andalusia, Tây Ban Nha. Đô thị này đã được Phoenicia thiết lập làm thuộc địa mậu dịch với tên Abdera.

## Lịch sử
Adra là căn cứ cuối cùng của Moors ở Tây Ban Nha. Tháng 1 năm 1492, lực lượng của Boabdil đã bị đánh bại ở đây và kết thúc quyền lực của Moors ở Tây Ban Nha.

## Dân số
| 1999   | 2000   | 2001   | 2002   | 2003   | 2004   | 2005   |
| ------ | ------ | ------ | ------ | ------ | ------ | ------ |
| 21,286 | 21,505 | 21,810 | 22,034 | 21,704 | 22,257 | 23,195 |

Nguồn: INE (Tây Ban Nha)